# Haut-Bocage
Haut-Bocage è un comune francese del dipartimento dell'Allier della regione dell'Alvernia-Rodano-Alpi.
È stato creato il 1º gennaio 2016 dalla fusione dei preesistenti comuni di Maillet, Givarlais e Louroux-Hodement.
Il capoluogo è la località di Maillet.